# 張岱 (明)

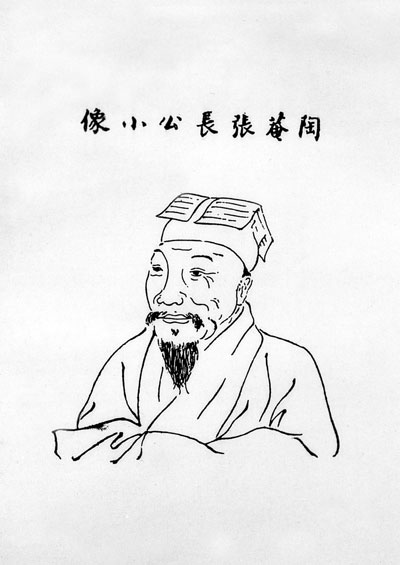
張岱

張 岱（ちょう たい、万暦25年〈1597年〉10月5日（旧暦8月25日） - 康熙23年〈1684年〉ごろ）は、中国明末清初の文人、歴史家。『陶庵夢憶』『西湖夢尋』などの著作で知られる。

## 人物
浙江省紹興府山陰県の人。字は宗子、石公。号は陶庵、蝶庵居士。
明末江南の名家に生まれ、学問に親しみながらも科挙を受験せず、豪奢な生活をした。紹興や杭州を拠点として、陳継儒らと交流した。
48歳のとき明が滅ぶと、南明の魯王朱以海の抗清を家財を投じて支援した。南明が滅ぶと、会稽山中に隠棲し『石匱書』『陶庵夢憶』『西湖夢尋』などを執筆して晩年を過ごした。

## 主な著作
- 『四書遇』 - 李卓吾らの明末学説を採り入れた四書解釈書[2]。
- 『陶庵夢憶（中国語版）』 - 明末の思い出を描いた随筆[1]。
- 『西湖夢尋（中国語版）』 - 明末西湖の文物を描いた随筆[2]。
- 『石匱書（中国語版）』 - 明末を中心とする歴史書[2]。
- 『石匱書後集』[2]
- 『夜航船』 - 類書[2]。
- 『快園道集』 - 『世説新語』に似た明末文人の逸話集[2]。
- 『張子詩粃』 - 詩文集[2]。
- 『瑯嬛文集』 - 詩文集[2]。
- 『自為墓誌銘』 - 自伝的墓誌銘。

## 日本語訳
- 『陶庵夢憶』『瑯嬛文集』
  - 松枝茂夫「陶庵夢憶 付 瑯嬛文集」『中国古典文学全集 32 歴代随筆集』、平凡社、1959年。NDLJP:1663163/177
  - 松枝茂夫「陶庵夢憶 付 瑯嬛文集」『中国古典文学大系 56 記録文学集』、平凡社、1994年。ISBN 9784582312560
  - 松枝茂夫『陶庵夢憶』岩波書店〈岩波文庫〉、1981年。ISBN 9784003321713
- 『自為墓誌銘』
  - 入矢義高「或る隠者の生と死 張岱「自為墓誌銘」」『中国詩文選 23 明代詩文』筑摩書房、1978年。
  - 入矢義高・井上進「或る隠者の生と死 張岱「自為墓誌銘」」『増補 明代詩文』平凡社〈東洋文庫〉、2007年。ISBN 9784582807646
  - 川合康三「価値の錯乱 張岱「自為墓誌銘」」『中国自伝文学研究』京都大学博士論文、2000年。NDLJP:3167455/166
- 『西湖夢尋』
  - 佐野公治『西湖夢尋』平凡社〈東洋文庫〉、2015年。ISBN 9784582808612